# Escola d'Enginyers Agrònoms de Catalunya (Lleida)
L'Escola d'Enginyers Agrònoms de Catalunya és una obra de Lleida (Segrià) inclosa a l'Inventari del Patrimoni Arquitectònic de Catalunya.

## Descripció
L'Escola d'Enginyers Agrònoms de Catalunya ha esdevingut el principal Campus Agroalimentari i Forestal de Catalunya, així com un dels més significatius i prestigiosos d'Europa.
El projecte volia articular un nou complex universitari a partir de la restauració de diversos edificis que configuraven la Granja Agrícola Provincial (núm. inventari 14480). D'aquesta manera, es va optar per la construcció d'un cos longitudinal amb la façana vidrada que permetés l'accés als cossos primitius del recinte, articulés el diàleg entre allò nou i allò antic i a més creés nous espais per a les aules.
El nou edifici es divideix en dues ales: en una es troben les aules i la sala d'actes, i en l'altra els laboratoris, el cos tècnic i la sala de màquines.

## Història
L'any 1972 va inaugurar-se el campus, ubicat en un espai estratègic i amb unes dimensions suficients com per a permetre la construcció de 10 edificis de docència i investigació a més de diverses instal·lacions per a pràctiques.
Aquell mateix any es va cedir l'edifici de la Granja-Escola a la Universitat Politècnica de Barcelona. Posteriorment, les obres del conjunt varen ser assumides pel Ministeri d'Educació i Ciència, fins que les Universitats van ser traspassades a la Generalitat de Catalunya. Des del rectorat de la UPB va proposar-se l'encàrrec de la construcció de l'actual edifici als arquitectes Miquel Espinet i Toni Ubach. L'edifici acabat l'any 1985 acollia els departaments de Producció Vegetal i Ciència Forestal, Química i, en aquell moment també, el de Matemàtica aplicada. Incloïa també un saló d'actes.
Els arquitectes Espinet i Ubach es caracteritzaven per fonamentar la seva tasca en el compromís social i cultural a més de tenir en compte la innovació tecnològica, el respecte per l'entorn i la funcionalitat. Entre les seves intervencions, sobresurten els dissenys d'edificis públics i els equipaments culturals i educatius.